# ALLBUS
Ogólny generalny sondaż społeczny (die Allgemeine Bevölkerungsumfrage der Sozialwissenschaften - ALLBUS) zajmuje się badaniem trendów i skutkami zmian społecznych w Niemczech.

## Cele
Projekt bazuje na prototypie projektu: General Social Survey (GSS, National Opinion Research Center, University of Chicago), który od roku 1972 regularnie jest przeprowadzany w Stanach Zjednoczonych. Projekt ten ma stanowić pomoc naukowcom, zajmującymi się naukami społecznymi.

## Tematyka
ALLBUS jest komponentem serwisu GESIS (Leibniz-Institut für Sozialwissenschaften) z naukowym wkładem. Z reguły ankieta jest przeprowadzana co 2 lata. Celem ankiety jest badanie nastawienia, zachowania i zmian społecznych ludności w Niemczech. Na to składa się wywiad z każdą reprezentatywną grupą ludności niemieckiej (każdorazowo wywiad jest przeprowadzany z około od 2800 do 3500 liczbą uczestników). Bezpośrednio po kontroli i dokumentacji przez Survey zostają wszystkim zainteresowanym osobom odpowiednie dane przekazane.
Powtarzające się pytania oraz odpowiedzi są w szczególny sposób opracowywane i zestawione. Od roku 1986 zostaje pobierana niemiecka część International Social Survey Progrmau (ISSP) z kombinacją ALLBUS.
Poprzez to, tworzą się kolejne tematy na analizę i na dostęp do międzynarodowego porównania.

## Dziedziny zakresu pytań
Najważniejsze pytania powtarzają się cyklicznie. W razie potrzeby są wprowadzane również nowe tematy.
Zagadnienia zostają wybrane z następujących dziedzin życia:
- Pytania dotyczące gospodarki
- Przekonania polityczne
- Zjednoczenie Niemiec
- Różnica socjalna
- Badanie stopnia zaufania do Publicznych Organizacji i Ośrodków
- Patriotyzm i duma narodowa
- Imigranci
- Związki Narodowe i Regionalne
- Nastawienie do małżeństwa, rodziny i partnerstwa
- Postęp techniczny i komputery
- Zdrowie i troska o nie
- Nastawienie do aborcji
- Ważność wybranych działów życia i niektóre aspekty zawodowe
- Aktywności w czasie wolnym
- Korzystanie z mediów
- Religia
- Środowisko
- Nastawienia i stosunki do urzędników
- Integracja socjalna i obawa przed kryminalnością
- Wyróżniające się zachowanie i normy zachowania
- Demografia
- Dane do wywiadu

Teoretyczne zestawienia tematów i zagadnień wykorzystanych do naszej ankiety zostają przedstawione za pomocą dokładnych sprawozdań metodycznych.

## Literatura
- James Allen Davis, Peter Ph. Mohler, Tom W. Smith: Nationwide General Social Surveys. Wydawca: Ingwer Borg i Peter Ph. Mohler: Trends and Perspectives in Empirical Social Research. Walter de Gruyter, Berlin, New York 1994: 17-25. ISBN 3-11-014311-9
- Michael Terwey: ALLBUS: A German General Social Survey. W: Schmollers Jahrbuch. Zeitschrift für Wirtschafts- und Sozialwissenschaften. Journal of Applied Social Science Studies. Nr. 120, 2000: 151-158. ISSN 0342-1783
- Richard Alba, Peter Schmidt, Martina Wasmer Wydawca: Germans or Foreigners? Attitudes Towards Ethnic Minorities in Post-Reunification Germany. Palgrave Macmillan, New York i Houndmills 2003. ISBN 1-4039-6378-9
- Tom W. Smith, Jibum Kim, Achim Koch i Alison Park: Social-Science Research and the General Social Surveys. W: ZUMA-Nachrichten. Nr. 56, 2005: 68-77. ISSN 0941-1670
- Michael Terwey i Horst Baumann: German General Social Survey. ALLBUS / GGSS Cumulation 1980 - 2006 (ZA-Study-No 4243), elektroniczna wersja książki kodów, wraz z pakietem danych, Kolonia: GESIS-Kolonia, GESIS-Mannheim 2008. ISSN 1865-3596

Przykład analizy danych:
- Allan L. McCutcheon i Michael Terwey 1994: Wiara i praktyka religijna w zjednoczonych Niemczech. W NOMOS: Kwartalnik Religioznawczy 7/8: 131-154.